# Salvador Servià i Costa
Salvador Servià i Costa   (Pals, 29 de juny de 1944) és un esportista, economista i polític català. Ha estat administrador de Servià Cantó, S.A. des de 1968 i de Moviterra, S.A. des de 1969. També ha estat pilot de ral·lis des de 1969, campió d'Espanya de ral·lis el 1985 i 1986, el 1987 va guanyar el Ral·li Costa Brava amb un Volkswagen Golf GT1. Ha participat onze cops al ral·li de Montecarlo i tretze al ral·li París-Dakar. A les eleccions generals espanyoles de 2000 fou escollit senador per la província de Girona per CiU.
Des de 2011, és el director general del Circuit de Catalunya fins a l'any 2015 que fou rellevat per en Joan Fontseré i Pujol. El seu germà Josep Maria Servià i Costa també és un destacat corredor de raids, així com el seu fill Oriol Servià i Imbers.

## Trajectòria
Servià va debutar en els ral·lis el 1969. Va obtenir el Campionat d'Espanya de Ral·lis d'Asfalt de 1985 i 1986 a bord d'un Lancia 037, davant pilots com la llavors jove promesa Carlos Sainz, i subcampió en 1987. A més, va obtenir victòries en el Ral·li Catalunya de 1984, el Ral·li Vinho da Madeira de 1985 i el Ral·li Costa Brava de 1987, i va aconseguir altres podis en el Campionat europeu de ral·lis, acabant tercer en el campionat 1985 i quart en 1984.
També va competir en proves del Campionat Mundial de Ral·lis. El seu millor resultat va ser un setè lloc en el Ral·li de Monte-Carlo, encara que va obtenir un tercer lloc en el Ral·li Catalunya de 1994, quan aquest era puntuable solament pel Campionat Mundial de 2 litres. També va obtenir victòries de classe en el Ral·li de Monte Carlo de 1982 i 1983.
Després va passar a competir en Ral·li raid. Ha participat en 17 ocasions en el Ral·li Dakar, resultant cinquè el 1996 amb l'equip oficial Peugeot, i sisè el 1993 amb un Lada Samara i el 1997 amb un Nissan Patrol. A més, va obtenir el títol en el Campionat d'Espanya de Ral·li Tot Terreny 1992, i la classe Marató de la Copa Mundial de Ral·li Tot Terreny 1993.

## Resultats

### Resultats Campionat del Món
| Any         | Equip | Vehicle          | 1       | Posició | Punts |
| ----------- | ----- | ---------------- | ------- | ------- | ----- |
| 1973        |       | Seat 127         | MON Ret | -       | 0     |
| 1977        |       | Seat 1430 / 1800 | MON 7   | -       | 0     |
| 1978        |       | Fiat 131 Abarth  | MON 12  | -       | 0     |
| 1979        |       | Fiat 131 Abarth  | MON Ret | -       | 0     |
| 1980        |       | Ford Fiesta      | MON 9   | 57º     | 2     |
| 1981        |       | Ford Fiesta      | MON 22  | -       | 0     |
| 1982        |       | Ford Fiesta      | MON 14  | -       | 0     |
| 1983        |       | Opel Ascona 400  | MON 10  | -       | 0     |
| 1984        |       | Opel Manta 400   | MON 79  | -       | 0     |
| 1986        |       | Lancia Rally 037 | MON 7   | 45°     | 4     |
| Referències |       |                  |         |         |       |

### Resultats Campionat d'Europa
| Any  | Equip | Vehicle             | 1     | 2     | 3       | Posici. |
| ---- | ----- | ------------------- | ----- | ----- | ------- | ------- |
| 1984 | ?     | Autobianchi A110    | PDA 1 | CAT 1 |         | 4º      |
| 1985 | ?     | Jolly Club          | PDA 1 | POR 1 | CAT Ret | 3r.     |
| 1986 | ?     | Seat 600 D          | RCB 1 | CAL 1 |         | 11è.    |
| 1986 | ?     | Lancia Rally 037    |       |       | CAT 3   | 11è.    |
| 1987 | ?     | Volkswagen Golf GT1 | CBR 1 |       |         | 11è.    |

### Resultats complets Campionat d'Espanya
| Any  | Equip | Vehicle          | 1       | 2      | 3       | 4      | 5        | 6       | 7      | 8       | 9      | 10     | Posició | Punts |
| ---- | ----- | ---------------- | ------- | ------ | ------- | ------ | -------- | ------- | ------ | ------- | ------ | ------ | ------- | ----- |
| 1981 | ?     | ?                | CBR Ret | CBR 55 | RAC Ret | RCS 30 | CLB (20) | SMO Ret | OUR 25 | RIO 45  | PDA 35 | CAT 40 | 3r.     | 230   |
| 1982 | ?     | Ford Fiesta 1600 | CBR 4   | RAC 7  | FAL 3   | RCS 4  |          |         |        |         |        |        | 6º      | ?     |
| 1983 | ?     | Ford Escort      | OUR 3   | CLR 5  | PDA 7   | CAT 9  | GIR 3    |         |        |         |        |        | 9º      | 404   |
| 1985 | ?     | Lancia 037       | SFR 1   |        |         |        |          |         |        |         |        |        | 1r.     | ?     |
| 1986 | ?     | Lancia 037       | CBR 3   | RCB 1  | CDP 1   | LLA 1  | SFR 1    | CAT 3   | VAL 2  |         |        |        | 1r.     | 1424  |
| 1987 | ?     | ?                | CBR 1   | PAR 1  | LLA 2   | CAN 5  | SFR 9    | VAL 3   |        |         |        |        | 2n.     | 1344  |
| 1988 | ?     | ?                | CAT Ret | SMO 2  | PDA 2   | CAJ 2  | ICA 1    | PRA Ret | SFR 1  | ECI Ret | VAL 1  |        | 4º      | 1116  |